# Club Náutico San Isidro
El Club Náutico San Isidro es un club náutico ubicado en San Isidro (Buenos Aires), Argentina.

## Historia
El club se fundó el 26 de febrero de 1910 y por Ordenanza del 10 de abril de ese mismo año, el Intendente Municipal concedió la ocupación de la isla Sarandí. A la actividad náutica se sumó en 1918 el tenis, con la inauguración de dos canchas, y en 1929 el golf, con un campo de seis hoyos. En 1920 se colocó la primera piedra del nuevo edificio social, inaugurado en diciembre de 1924. Más tarde el club incorporó a su infraestructura a la isla B, en el delta, a 10 minutos de lancha de la isla Sarandí. En esta isla se desaróllan, entre otras, actividades de fútbol y tenis.
Fue sede de los Juegos Olímpicos de la Juventud Buenos Aires 2018

## Regatas
En 1985 organizó el campeonato del mundo de Snipe y en 2015 los de 49er y de Star.
En 1960, 1974 y 2017 organizó el Campeonato del Hemisferio Occidental y Oriente de la clase Snipe y en 1980 el campeonato de América del Sur.
En 2014 organizó el Campeonato Mundial de Optimist.

## Deportistas

### Vela
De su histórica flota Snipe, la número 274 de la SCIRA, han salido cinco campeones del mundo de esta clase: Carlos Vilar (1948 y 1951), Jorge Vilar (1948 y 1951), Santiago Lange (1985, 1993 y 1995), Miguel Saubidet (1985), y Mariano Parada (1993 y 1995). Además, Cristóbal Saubidet fue campeón del mundo juvenil en 1990, y Pedro Sisti y Miguel Costa ganaron el Sudamericano en 1979.  
En la clase Tornado, Santiago Lange también fue campeón del mundo (2004) y medallista olímpico de bronce en Atenas 2004 y Pekín 2008.
En la clase Nacra 17,  Santiago Lange fue medalla de oro en los Juegos Olímpicos de Río de Janeiro 2016. 
En la clase Optimist, Miguel Saubidet fue campeón del mundo en 1981 y  Martín Di Pinto en 1990.
En la clase Cadet, Raúl Saubidet y Julio Saubidet fueron campeones del mundo en 1981, Francisco Paillot y Juan Pablo Eizayaga en 1991, y Gonzalo Pollitzer y Martín Manrique en 1999.

### Natación
Lilian Harrison, primera mujer en cruzar a nado el Río de la Plata de Colonia a Buenos Aires.